# Aeropuerto de General Roca
El Aeropuerto Doctor Arturo Umberto Illia (FAA: GNR - IATA: GNR - OACI: SAHR) es un aeropuerto argentino que da servicio a la localidad de General Roca, Río Negro.
Lleva el nombre del expresidente Arturo Umberto Illia. Sus coordenadas son: latitud 39° 00' 02" S y longitud 67° 37' 13" O. La pista tiene una longitud de 2156 m.
Recibía vuelos de la otora aerolínea Líneas Aéreas Privadas Argentinas y de Transportes Aéreos Neuquén, como así también de Austral Líneas Aéreas desde el Aeroparque Jorge Newbery de Buenos Aires.